# 潮阳市
潮阳市，广东一个旧县级市名。
1993年改潮阳县置，属汕头市，2003年12月撤销潮阳市，分别设立汕头市潮阳区、潮南区。以原潮阳市文光街道、城南街道、金浦街道、棉北街道4个街道，海门镇、河溪镇、和平镇、西胪镇、关埠镇、灶浦镇、金玉镇、谷饶镇、贵屿镇、铜盂镇等10个镇的行政区域为潮阳区的行政区域。区人民政府驻中华路。以原潮阳市峡山镇、井都镇、沙陇镇、成田镇、田心镇、司马浦镇、陈店镇、两英镇、仙城镇、胪岗镇、红场镇、雷岭镇12个镇的行政区域为潮南区的行政区域。区人民政府驻峡山镇。潮阳市撤销前总面积1256平方公里，总人口2，470，812人（2000年人口普查）。

## 历史沿革
1993年4月9日，民政部批准潮阳县改设潮阳市。1994年4月25日从潮阳市拆出河浦镇设立汕头市河浦区，区人民政府驻红岐。（国务院1994年4月25日批复国函[1994]35号）。2003年1月8日，潮阳市被分拆为潮阳区、潮南区，并入汕头市。2004年6月26日，原潮阳市固话区号0661取消，换成与汕头市统一的0754，并在原固话号码之前加“8”，成为8位电话号码。